# ليزا فرانس
ليزا فرانس (بالإنجليزية: Lisa France)‏ هي مخرجة أمريكية، ولدت في 15 مايو 1967.

## وصلات خارجية
- ليزا فرانس على موقع IMDb (الإنجليزية)
- ليزا فرانس على موقع ألو سيني (الفرنسية)
- ليزا فرانس على موقع أول موفي (الإنجليزية)
- ليزا فرانس على موقع قاعدة بيانات الفيلم (الإنجليزية)
- ليزا فرانس على موقع كينوبويسك (الروسية)